# Ptilotula fusca
Ptilotula fusca là một loài chim trong họ Meliphagidae.